# Broh (stolp)
V arheologiji je broh /brɒx/ suhozidna votla zgradba iz železne dobe, najdena na Škotskem. Broh spada v klasifikacijo »kompleksne atlantske okrogle hiše«, ki so jo razvili škotski arheologi v 1980-ih.
Brohi so okrogle zgradbe, ki jih najdemo po vsej atlantski Škotski. Beseda broch izhaja iz nižinskega škotskega brough, kar pomeni utrdba. Sredi 19. stoletja so škotski antikvarji imenovali brochs burgs, po staronorveškem borg, z istim pomenom. Broch se na zahodu pogosto imenujejo duns in so najbolj spektakularne v kompleksnem razredu zgradb, ki jih najdemo na severu Škotske. Po podatkih Kraljeve komisije za starodavne in zgodovinske spomenike Škotske je po vsej državi približno 571 kandidatov za broh.
Izvor brohov je še vedno predmet raziskav. Medtem ko je večina arheologov pred 80 leti verjela, da so brohe zgradili priseljenci, zdaj ni dvoma, da je bil broh stolp z votlimi stenami izum na območju današnje Škotske. Prvi brohi so bili morda zgrajeni okoli leta 300 pr. n. št. in obstajajo dokazi, ki kažejo, da so bili uporabljeni predvsem v obrambne ali ofenzivne namene.
Porazdelitev brohov je osredotočena na severno Škotsko, z najgostejšo koncentracijo v Caithnessu, Sutherlandu in na Severnih otokih. Nekaj primerov se pojavlja v Bordersu in na zahodni obali Dumfriesa in Gallowaya ter blizu Stirlinga. Prvotna razlaga brohov je bila, da so to obrambne strukture, zatočišče za skupnost in njihovo živino. Včasih so jih imeli za delo Dancev ali Piktov, od 1930-ih do 1960-ih pa so jih arheologi obravnavali kot gradove, kjer so lokalni posestniki imeli oblast nad podložnim prebivalstvom.
Vendar pa je grajska teorija med škotskimi arheologi v 1980-ih padla v nemilost zaradi pomanjkanja podpornih arheoloških dokazov. Ti arheologi so predlagali, da obrambnost nikoli ni bila glavna skrb pri umeščanju brohov in so trdili, da so bili morda 'veličastni domovi' svojega časa, predmeti prestiža in zelo vidni dokazi večvrednosti pomembnih družin. Še enkrat pa je pomanjkanje arheoloških dokazov za to rekonstrukcijo in samo število brohov jo dela problematično. Članek se zaključi z navedbo, da je bil namen brohov lahko kombinacija obrambne, ofenzivne in simbolne funkcije.

## Izvor in definicija
Beseda broch izhaja iz nižinske škotske besede brough, kar pomeni (med drugim) utrdbo. Sredi 19. stoletja so škotski antikvarji imenovali brochs burgs, po staronorveškem borg, z istim pomenom. Imena krajev v skandinavski Škotski, kot sta Burgawater in Burgan, kažejo, da je staronordijska beseda borg starejša beseda, ki se uporablja za te strukture na severu. Brohi se na zahodu pogosto imenujejo dùns. Antikvarji so črkovalni brosh začeli uporabljati v 1870-ih.
Natančna definicija besede se je izkazala za izmuzljivo. Brochs so najbolj spektakularne v kompleksnem razredu okroglih zgradb, ki jih najdemo po vsej atlantski Škotski. Shetland Amenity Trust navaja približno 120 območij na Shetlandih kot kandidate za broh, medtem ko Kraljeva komisija za starodavne in zgodovinske spomenike Škotske (RCAHMS) identificira skupno 571 kandidatov za broh po vsej državi. Raziskovalec Euan MacKie je z uporabo omejene definicije predlagal veliko nižjo vsoto za Škotsko 104.
Izvor brohov je predmet stalnih raziskav. Pred 80 leti je večina arheologov verjela, da so brohi, ki se običajno štejejo za 'gradove' železnodobnih poglavarjev, zgradili priseljenci, ki so bili potisnjeni proti severu, potem ko so jih najprej izrinili vdori belgijskih plemen v današnjo jugovzhodno Anglijo ob koncu leta 2. stoletju pr. n. št. in kasneje z rimsko invazijo na južno Britanijo, ki se je začela leta 43 n. št. Celo vrste keramike, ki so jih našli v njih in so bile najbolj podobne južnobritanskim slogom in so bile lokalne hibridne oblike. Prvi izmed sodobnih preglednih člankov na to temo (MacKie 1965) ni trdil, kot se običajno verjame, da so broh zgradili priseljenci, temveč da je hibridna kultura nastala iz mešanja majhnega števila priseljencev z domorodno prebivalstvo Hebridov jih je izdelalo v 1. stoletju pr. n. št. na osnovi prejšnjih, enostavnejših utrdb na rtu. To stališče je bilo na primer v nasprotju s stališčem sira W. Lindsaya Scotta, ki je, sledeč V. Gordonu Childeu (1935), zagovarjal obsežno preseljevanje ljudi iz jugozahodne Anglije v atlantsko Škotsko.
Tudi MacKiejeva teorija je padla v nemilost predvsem zato, ker je v 1970-ih v arheologiji prišlo do splošnega premika od »difuzionističnih« razlag k tistim, ki kažejo na izključno avtohtoni razvoj. Medtem naraščajoče število – čeprav še vedno zelo malo – radiokarbonskih datacij za primarno uporabo brohov (v nasprotju z njihovo kasnejšo, sekundarno uporabo) še vedno kaže, da je bila večina stolpov zgrajena v 1. stoletju pred našim štetjem in našega štetja. Nekaj jih je morda zgodnejših, zlasti predlagana za Old Scatness Broch na Shetlandih, kjer so poročali o ovčji kosti iz let med 390 in 200 pr. n. št.
Drugi broh, za katerega se trdi, da je bistveno starejši od 1. stoletja pr. n. št., je Crosskirk v Caithnessu, vendar nedavni pregled dokazov kaže, da je ni mogoče verodostojno datirati pred 1. stoletje pr. n. št./n. št..

## Razširjenost
Razširjenost brohov je osredotočena na severno Škotsko. Caithness, Sutherland in Severni otoki imajo najgostejšo koncentracijo, vendar je veliko primerov na zahodu Škotske in na Hebridih. Čeprav je večinoma skoncentrirano v severnem Višavju in na otokih, se nekaj primerov pojavlja v Borderju (na primer Edin's Hall Broch in Bow Castle Broch), na zahodni obali Dumfriesa in Gallowaya ter blizu Stirlinga. V ok.  leta 1560 se zdi, da je broh ob reki poleg gradu Annan v Dumfriesu in Gallowayu. Ta majhna skupina južnih brohov ni bila nikoli zadovoljivo pojasnjena.

## Nameni
Prvotna razlaga brohov, ki so ji bili naklonjeni antikvarji iz 19. stoletja, je bila, da so bile obrambne strukture, zatočišče za skupnost in njihovo živino. Včasih so jih imeli za delo Dancev ali Piktov. Od 1930-ih do 1960-ih so jih arheologi, kot sta V. Gordon Childe in kasneje John Hamilton, imeli za gradove, kjer so lokalni posestniki imeli oblast nad podrejenim prebivalstvom.
Teorija o gradu je v 1980-ih zaradi pomanjkanja podpornih arheoloških dokazov padla v nemilost škotskih arheologov. Ti arheologi so predlagali, da obrambnost nikoli ni bila glavna skrb pri umeščanju brohov in so trdili, da so bili morda 'veličastni domovi' svojega časa, predmeti prestiža in zelo vidni dokazi večvrednosti pomembnih družin (Armit 2003). Ponovno pa je pomanjkanje arheoloških dokazov za to rekonstrukcijo in samo število brohov, včasih na mestih s pomanjkanjem dobre zemlje, povzroča težave.
Tesne skupine in številčnost na številnih področjih lahko dejansko kažejo, da so imeli predvsem obrambno ali celo ofenzivno funkcijo. Nekateri izmed njih so bili postavljeni ob prepadne pečine in so bili zaščiteni z velikimi obzidji, umetnimi ali naravnimi: dober primer je Burland blizu Gulberwicka na Shetlandih, na vrhu pečine in od celine odrezan z ogromnimi jarki. Pogosto so na ključnih strateških točkah. Na Shetlandih se včasih zberejo na vsaki strani ozkih vodnih odsekov: Broh iz Mousa je na primer neposredno nasproti drugega v Burralandu v Sandwicku. Na Orkneyjskih otokih jih je več kot ducat na obrnjenih obalah Eynhallow Sounda in veliko na izhodih in vhodih velikega pristanišča Scapa Flow. V Sutherlandu jih je kar nekaj postavljenih ob straneh in ob ustjih globokih dolin. Leta 1956 je John Stewart pisal, da so brohi na Shetlandih utrdbe, ki jih je postavila vojaška družba za pregled in zaščito podeželja in morij.
Nazadnje, nekateri arheologi obravnavajo najdišča brohov posamezno in dvomijo, da je kdaj obstajal en skupen namen, za katerega je bil zgrajen vsak. Obstajajo razlike v položajih, dimenzijah in verjetnem statusu brohov na različnih območjih, kjer jih najdemo. Na primer, brohi 'vasi', ki se pojavljajo na nekaj mestih na Orkneyjih, nimajo primerjave na zahodnih otokih.

## Strukture
Na splošno imajo brohi en sam vhod z luknjami za palice, vratci in prekladami. Tam so stenske celice in obstaja izboklina (polica), morda za nagnjena stanovanja z lesenimi okvirji, ki obkrožajo notranjo stran stene. Obstaja tudi spiralno stopnišče, ki se vije navzgor med notranjo in zunanjo steno in povezuje galerije. Brohi se razlikujejo od pet do petnajst metrov v notranjem premeru, s tri metre debelimi stenami. Zidovi v povprečju preživijo le nekaj metrov višine. Obstaja pet ohranjenih primerov stolpov z bistveno višjimi zidovi: Dun Carloway na Lewisu, Dun Telve in Dun Troddan v Glenelgu, Mousa v Shetlandu in Dun Dornaigil v Sutherlandu, katerih vsi zidovi presegajo višino 6,5 metrov.
Mousino obzidje je najbolje ohranjeno in je še vedno visoko 13 metrov; ni jasno, koliko brohov je prvotno stalo tako visoko. Pogosta značilnost je, da so zidovi galerijski: z odprtim prostorom med njimi sta zunanja in notranja stenska obloga ločeni, vendar povezani s povezovalnimi kamnitimi ploščami; te povezovalne plošče so lahko v nekaterih primerih služile kot stopnice v višja nadstropja. Normalno je, da se celica odcepi od prehoda poleg vrat; to je znano kot stražarska celica. V nekaterih shetlandskih brohih so ugotovili, da so stražarske celice v vhodnih prehodih blizu velikih kamnov za vrata. Čeprav je bilo v preteklosti veliko razprav, je zdaj med nekaterimi arheologi splošno sprejeto, da so bili brohi pokriti, morda s stožčasto leseno okvirno streho, pokrito s slamno lokalnega izvora. Dokazi za to trditev so še vedno zelo skromni, čeprav jih izkopavanja v Dun Bharabhatu, Lewis, morda podpirajo. Glavna težava pri razlagi je še vedno prepoznavanje možnih virov konstrukcijskega lesa, čeprav sta bila vira morda barje in naplavljeni les.
Zelo malo brohov na Orkneyjskih otokih in Shetlandih ima celice v pritličju. Večina brohov ima luknje (izbokline), ki so morda omogočile gradnjo lesenega prvega nadstropja (ki ga je leta 1774 opazil antikvar George Low), izkopavanja pri jezeru Loch na Berie na otoku Lewis pa lahko kažejo znake nadaljnjega, drugega nadstropje (npr. stopnice v prvem nadstropju, ki vodijo navzgor). Nekateri brohi, kot sta Dun Dornaigil in Culswick na Shetlandih, imajo nenavadne trikotne preklade nad vhodnimi vrati.
Tako kot v primeru Old Scatnessa na Shetlandih (blizu Jarlshofa) in Burroughstona na Shapinsayju so bili brohi včasih blizu obdelovalne zemlje in izvira vode (nekateri imajo vodnjake ali naravne izvire, ki se dvigajo v osrednjem prostoru). Po drugi strani pa so včasih bili postavljeni na območjih divjine (npr. Levenwick in Culswick v Shetlandu, Castle Cole v Sutherlandu). Brohi so pogosto zgrajeni ob morju (Carn Liath, Sutherland); včasih so na otokih v jezerih (npr. Clickimin na Shetlandih).
Približno 20 orkadijskih mest vključuje majhne naselbine kamnitih zgradb, ki obdajajo glavni stolp. Primeri so Howe blizu Stromnessa, Gurness Broch na severozahodu celine, Orkney, Midhowe na Rousayu in Lingro blizu Kirkwalla (ki ga je uničil kmet v 1980-ih). V Caithnessu so najdišča 'broh vasi', drugod pa niso znana.
Večina brohov je neizkopanih. Zdi se, da je konec obdobja gradnje brohov prišel okoli leta 100–200 našega štetja. Tisti, ki so bili ustrezno pregledani, kažejo, da so bili še naprej v uporabi več stoletij, pri čemer se je notranjost pogosto spreminjala ter da so bili podvrženi številnim fazam bivanja in opuščanja.

## Status dediščine
Najdišča železnodobnih Shetlandov, Mousa, Old Scatness in Jarlshof so na »pogojnem seznamu« možnih nominacij Združenega kraljestva za seznam krajev Unescovega programa svetovne dediščine izjemnega kulturnega ali naravnega pomena za skupno dediščino človeštva. Ta seznam, objavljen julija 2010, vključuje območja, ki bodo morda predlagana za vpis v naslednjih 5–10 letih.

## Nova brošura v načrtu
Projekt Caithness Broch je bil ustanovljen leta 2013 kot projekt v eksperimentalni arheologiji za izgradnjo broha z uporabo tradicionalnih tehnik, kot je suhozid. Nameni projekta so možni vpogledi v namen brohov, ohranjanje lokalnih veščin v tehnikah, kot je suhozidna gradnja, ter privabljanje turistov. Do leta 2022 lokacija še ni bila pridobljena in potrebno financiranje, ocenjeno na 1–3 milijone GBP, še ni bilo urejeno.